# Assafe Já II
Mir Nizã ou Nizão Ali Cã (Mir Nizam Ali Khan; m. 1803), cujo nome real era Assafe Já II (Asaf Jah II), foi o quinto nizã de Hiderabade entre 1762 e 1803, em sucessão a seu irmão Salabate Jangue (r. 1751–1762).